# Роморантен-Лантене (округ)
Роморантен-Лантене (фр. Romorantin-Lanthenay) — округ (фр. Arrondissement) во Франции, один из округов в регионе Центр (регион Франции). Департамент округа — Луар и Шер. Супрефектура — Роморантен-Лантене.
Население округа на 2006 год составляло 88 382 человек. Плотность населения составляет 43 чел./км². Площадь округа составляет всего 2059 км².